# Serjania lobulata
Serjania lobulata är en kinesträdsväxtart som beskrevs av Standley & Steyerm.. Serjania lobulata ingår i släktet Serjania och familjen kinesträdsväxter. Inga underarter finns listade i Catalogue of Life.